# F-Dur
F-Dur ist eine Tonart des Tongeschlechts Dur, die auf dem Grundton f aufbaut. Die Tonart F-Dur wird in der Notenschrift mit einem ♭ geschrieben (b). Auch die entsprechende Tonleiter und der Grundakkord dieser Tonart (die Tonika f-a-c), werden mit dem Begriff F-Dur bezeichnet.
Traditionell gilt F-Dur als „Pastoraltonart“, da viele Holzblasinstrumente von jeher sowohl ein F als Grundton hatten als auch mit den Hirten assoziiert wurden.
F-Dur wird häufig als etwas weniger hell und klar als C-Dur beschrieben, vergleiche hierzu allerdings den Eintrag Tonartencharakter.

## Einordnung der Tonart
| Vorzeichen: | 7♭ +fes | 6♭ +ces | 5♭ +ges | 4♭ +des | 3♭ +as | 2♭ +es | 1♭ +b |   | 1♯ +fis | 2♯ +cis | 3♯ +gis | 4♯ +dis | 5♯ +ais | 6♯ +eis | 7♯ +his |
| Dur:        | Ces     | Ges     | Des     | As      | Es     | B      | F     | C | G       | D       | A       | E       | H       | Fis     | Cis     |
| Moll:       | as      | es      | b       | f       | c      | g      | d     | a | e       | h       | fis     | cis     | gis     | dis     | ais     |